# Новоадамовка
Новоада́мовка (рос. Новоадамовка) — селище у складі Адамовського району Оренбурзької області, Росія.
Стара назва — Адамовка.

## Населення
Населення — 100 осіб (2010; 127 у 2002).
Національний склад (станом на 2002 рік):
- казахи — 36 %
- росіяни — 33 %